# Gotha Go 145
Gotha Go 145 byl německý cvičný jednomotorový dvoumístný dvouplošník z poloviny 30. let 20. století. Jednalo se o letoun smíšené konstrukce potažený plátnem, který byl prvním letadlem podniku GFW po znovuzavedení letecké výroby 2. října 1933.

## Vývoj

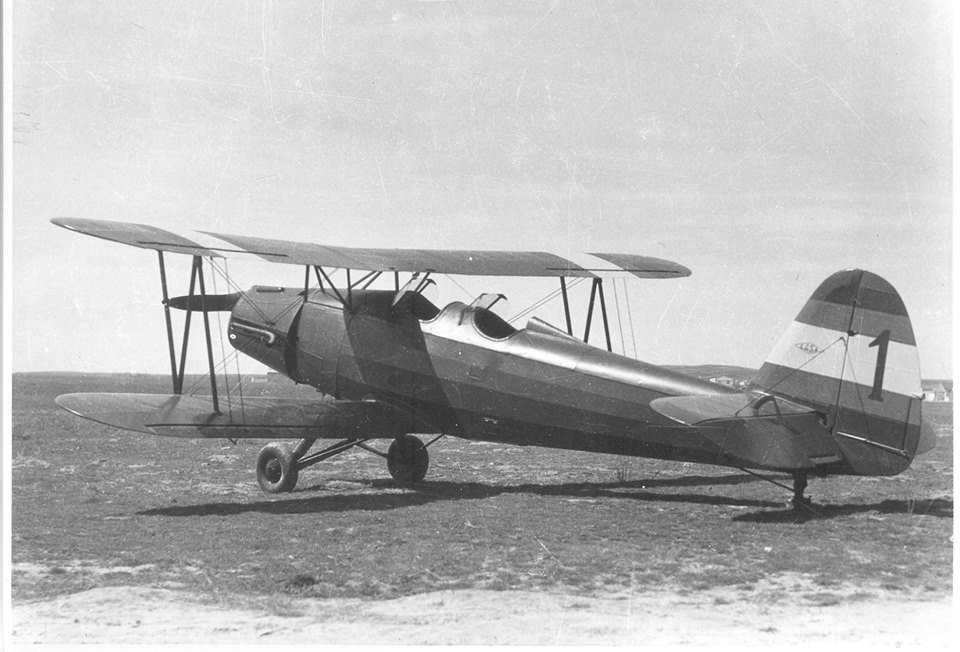
Licenční CASA 1145-L

První prototyp Go 145 V1 vzlétl v únoru roku 1934 a ještě téhož roku se začal sériově vyrábět. Jeho obliba byla velká nejen u německých pilotů, ale i v zahraničí. Licenčně se proto začal vyrábět v tuzemských firmách Ago, Focke-Wulf a Bayerische Flugzeugwerke, ve Španělsku jako CASA 1145-L a v Turecku u firmy THK.
Verze Go 145 A se vyráběla pro vojenský letecký výcvik. Do výzbroje Luftwaffe byla zařazena v roce 1935.
Typ Go 145 B z roku 1935, určený pro civilní zákazníky, byl vybaven zakrytým kokpitem a kapotovanými koly podvozku. V sérii se nestavěl.
Verze Go 145 C se používala pro střelecký a pozorovatelský výcvik. Byla vyzbrojena pohyblivým kulometem MG 15 ráže 7,9 mm, měla zaměřovač a pumové závěsníky pro dvě pumy SD-50.
Jeden letoun Go 145 A se v roce 1934 zkoušel s řadovým šestiválcem Argus As 17A o 165 kW, který se však sériově nevyráběl. Stejný letoun v roce 1940 sloužil jako zkušebna pulsačního motoru Argus As 014 pro letounové střely Fieseler Fi 103.

## Nasazení

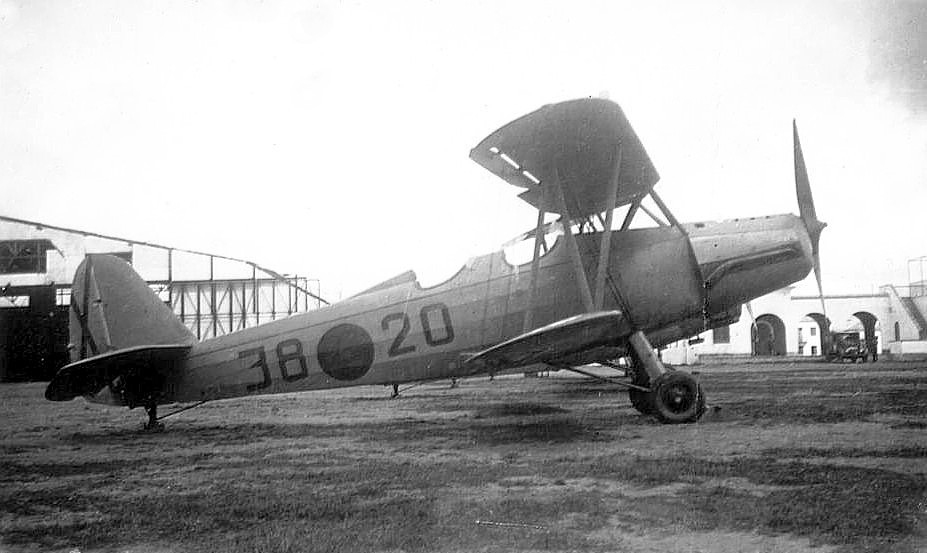
Španělská Gotha Go 145 A (38•20) Aviación Nacional

Školními jednotkami používajícími stroje Go 145 byly letecké školy FFS A/B 4 v Praze, FFS A/B 23 v Kaufbeurenu, FFS A/B 41 ve Frankfurtu nad Odrou, FFS A/B 72 v Detmoldu a FFS A/B 116 v Göttingenu.
Za druhé světové války byly tyto letouny od prosince 1942 používány jako noční lehké bombardéry např. u jednotek 1. a 2./NSGr. 1, NSGr. 2, 1./NSGr. 3 a NSGr. 6, které velel nositel Rytířského kříže major Rupert Frost. Od února 1944 byly Go 145 dodány také NSGr. 5 vedené majorem Böllnerem, která operovala na jižním úseku východní fronty. V rámci nočních bitevních skupin byly Go 145 nasazovány proti sovětským vojskům až do konce války.
Stroje Go 145 zůstaly po ukončení bojů v poválečném Československu, kde sloužily pod označením C-15.

## Specifikace

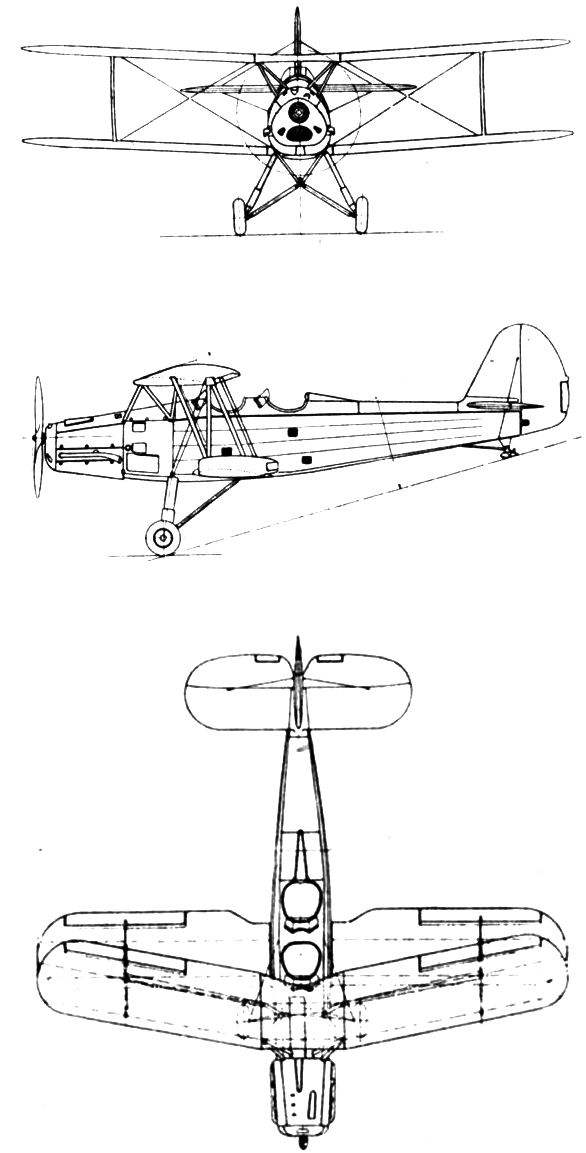
Třípohledový nákres Go 145

### Technické údaje
- Osádka: 2
- Rozpětí: 9,00 m
- Délka: 8,56 m
- Výška: 2,90 m
- Nosná plocha: 21,75 m²
- Hmotnost prázdného letounu: 812 kg
- Vzletová hmotnost: 1350 kg
- Pohonná jednotka: 1 × vzduchem chlazený osmiválcový vidlicový motor Argus As 10C
- Výkon pohonné jednotky: 176 kW

### Výkony
- Maximální rychlost: 212 km/h
- Cestovní rychlost: 180 km/h
- Stoupavost u země: 4,5 m/s
- Dostup: 4100 m
- Dolet: 630 km